# Casa de Windsor
A Casa de Windsor é a casa reinante de 15 Estados independentes da Comunidade das Nações, além de ter governado o Império Britânico e o Reino Unido desde 1917. Atualmente, os reinos sob sua soberania incluem: Reino Unido, Canadá, Austrália, Nova Zelândia, Jamaica, Bahamas, Granada, Papua-Nova Guiné, Ilhas Salomão, Tuvalu, Santa Lúcia, São Vicente e Granadinas, Belize, Antígua e Barbuda e São Cristóvão e Névis. Criada oficialmente em 1917, durante a Primeira Guerra Mundial, quando o rei Jorge V decidiu alterar o nome da casa reinante de Saxe-Coburgo-Gota para Windsor, devido ao forte sentimento anti-germânico no Reino Unido. O nome "Windsor" foi escolhido em homenagem ao Castelo de Windsor, uma das residências oficiais da família real. Desde a morte da rainha Isabel II em 8 de setembro de 2022, Carlos III ocupa o trono britânico.
O nome foi mudado de Saxe-Coburgo-Gota para o inglês Windsor (do "Castelo de Windsor") em 1917 por causa do sentimento antialemão no Império Britânico durante a Primeira Guerra Mundial. Houve cinco monarcas britânicos da casa de Windsor até hoje: quatro reis, incluindo o atual, Carlos III, e uma rainha, Isabel II. Durante o reinado da casa de Windsor, grandes mudanças ocorreram na sociedade britânica. O Império Britânico participou na Primeira e na Segunda Guerra Mundial, terminando no lado vencedor ambas as vezes, mas subsequentemente perdeu o seu status de superpotência durante a descolonização das antigas colônias britânicas na África e na Ásia. Grande parte da Irlanda rompeu com o Reino Unido e os países remanescentes do Império tornaram-se a Comunidade das Nações.
O atual chefe da casa é monarca de dezesseis estados soberanos: o Reino Unido (onde ele reside), Canadá, Austrália, Nova Zelândia, Jamaica, Bahamas, Granada, Papua-Nova Guiné, Ilhas Salomão, Tuvalu, Santa Lúcia, São Vicente e Granadinas, Belize, Antígua e Barbuda e São Cristóvão e Névis. Além dos reinos da Commonwealth, há também três dependências da Coroa, catorze territórios ultramarinos britânicos e dois estados associados à Nova Zelândia (Ilhas Cook e Niue).

## Fundação
O rei Eduardo VII e, por sua vez, o seu filho Jorge V, eram membros da família ducal alemã Saxe-Coburgo-Gota, em virtude de sua descendência do príncipe Alberto de Saxe-Coburgo-Gota, marido e consorte da rainha Vitória. O sentimento antialemão entre os ingleses atingiu um pico em março de 1917, quando o Gotha G.IV, um avião pesado capaz de atravessar o Canal da Mancha, começou a bombardear Londres diretamente e tornou-se um nome familiar. No mesmo ano, em 15 de março, o Imperador Nicolau II da Rússia, primo em primeiro grau de Jorge V (via sua mãe a nascida princesa Alexandra da Dinamarca), foi forçado a abdicar, o que levantou o espectro da eventual abolição de todas as monarquias da Europa. O monarca britânico e sua família foram finalmente convencidos a abandonar todos os títulos alemães para versões anglicizadas. Assim, em 17 de julho de 1917, uma proclamação real emitida pela George V declarou:
| “ | Agora, portanto, nós, de nossa real autoridade, declaro a anunciar que, a partir da data desta nossa Proclamação Real, nossa casa e família devem ser denominadas e conhecidas como a casa e família de Windsor, e que todo o descendentes de linha masculina de nossa avó, a rainha Vitória, que são temas destes reinos, com exceção dos descendentes do sexo feminino que podem se casar ou que podem ter casado, devem constar o nome de Windsor. | ” |

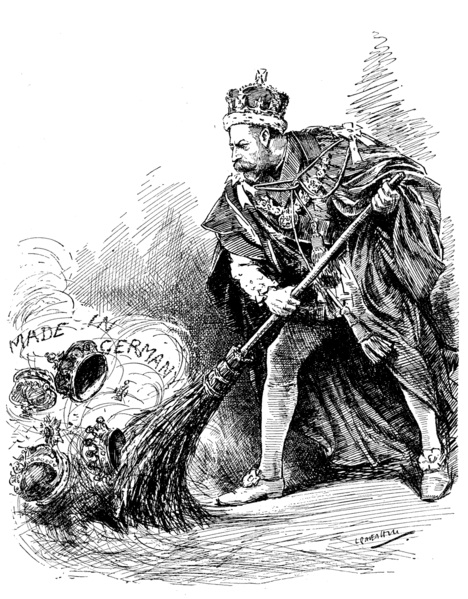
"Uma boa solução" - charge publicada em 1917 na revista Punch retrata Jorge V "varrendo" os seus títulos alemães.

O nome teve uma longa associação com a monarquia na Grã-Bretanha, através da cidade de Windsor, em Berkshire, e o Castelo de Windsor; a ligação é em alusão à Torre Redonda do Castelo de Windsor sendo a base do emblema da Casa de Windsor. De 1917 a 1919, Jorge V também descartou quinze de suas relações alemãs - a maioria das quais pertenciam à casa de Hanôver - de seus títulos e estilos de príncipe e princesa britânicos.
Ao ouvir que seu primo havia mudado o nome da casa real britânica para Windsor e em referência a obra "As Alegres Comadres de Windsor" de Shakespeare, o imperador alemão Guilherme II comentou em tom de brincadeira que ele planejou ver "as alegres comadres de Saxe-Coburgo-Gota".

## Descendentes de Isabel II (Elizabeth II)
Em 1947, a princesa Isabel (rainha Isabel II), herdeira presuntiva do rei Jorge VI do Reino Unido, casou-se com Filipe Mountbatten. Ele era por nascimento um membro da casa real da Eslésvico-Holsácia-Sonderburgo-Glücksburgo, um ramo da Casa de Oldemburgo, e tinha sido um príncipe da Grécia e Dinamarca. No entanto, não querendo repetir as dificuldades de três décadas anteriores, Filipe, poucos meses antes de seu casamento, renunciou aos seus títulos principescos e adotou o sobrenome "Mountbatten", que era o de seu tio e mentor, o famoso Lorde Louis Mountbatten, 1.º Conde Mountbatten da Birmânia, e ele próprio foi adotada pelo pai do Visconde (avô materno de Filipe), o 1.º Marquês de Milford Haven, em 1917. É a tradução literal do alemão Battenberg, que se refere à cidade homônima em Hesse.
Em 1952, logo após Isabel se tornar a rainha reinante dos reinos da Commonwealth, o Conde Mountbatten (como o tio de Filipe era então conhecido) defendeu que ela tinha que mudar o nome de sua casa real para Casa de Mountbatten; era a prática padrão para a esposa em um casamento de adotar o sobrenome do marido. Quando a avó de Isabel, a rainha consorte Maria, ouviu esta sugestão, ela informou o primeiro-ministro Winston Churchill e mais tarde ele aconselhou a nova rainha reinante Isabel II do Reino Unido de emitir uma proclamação real declarando que a casa real devesse permanecer conhecida como a Casa de Windsor. Isso ela fez em 9 de abril de 1952, oficialmente ao declarar a sua: "vontade e prazer que eu e meus filhos serão denominado e conhecido como a casa e família de Windsor, e que os meus descendentes que se casam e seus descendentes, devem constar o nome de Windsor". Filipe reclamou em particular: "Eu não sou nada, mas uma ameba sangrenta. Eu sou o único homem no país não tem permissão para dar seu nome para seus próprios filhos".
Em 8 de fevereiro de 1960, após a morte da rainha Maria e da renúncia de Churchill, Isabel confirmou que ela e os seus filhos continuariam a ser conhecidos como a casa e família de Windsor, como faria qualquer descendente agnático que aprecia o tratamento de "Sua Alteza Real" e o título de príncipe ou princesa britânica. Ainda assim, Isabel também decretou que seus descendentes agnáticos que não possuem esse tratamento e título teriam que usar o sobrenome de "Mountbatten-Windsor".
Isto veio após alguns meses de correspondência entre o primeiro-ministro Harold Macmillan e o perito constitucional Edward Iwi. Iwi havia levantado a possibilidade de que a criança prevista para nascer em fevereiro de 1960 deveria suportar "o emblema de bastardia" se fosse dado o nome de solteira de sua mãe (Windsor), em vez de o nome de seu pai (Mountbatten). Macmillan tinha tentado rebater Iwi, até Rab Butler aconselhar a rainha em janeiro de 1960 que, por algum tempo, ela tinha que seguir seu coração e fazer uma alteração que possa reconhecer o nome Mountbatten. Ela claramente quis fazer essa alteração antes do nascimento de seu filho. A questão não afetou o príncipe Carlos ou a princesa Ana, Princesa Real, uma vez que tinha nascido com o nome de Mountbatten, antes da adesão da rainha ao trono.  O príncipe André nasceu 11 dias depois, no dia 19 de fevereiro de 1960.
Qualquer futuro monarca pode alterar o nome dinástico através de uma proclamação real semelhante, como proclamações reais não tem autoridade legal.

## Chefes
A dinastia foi fundada junto com a casa em 1917, pois Jorge V já era o monarca reinante do Reino Unido e do Império Britânico. Desde então, houve cinco monarcas. 
Jorge V morreu em 1936, tornando o Príncipe de Gales rei, como rei Eduardo VIII do Reino Unido, o segundo membro da dinastia. Eduardo abdicou após dez meses de reinando, antes mesmo de sua coroação. A crise foi causada pela vontade de Eduardo em se casar com Wallis Simpson, uma socialite estadunidense e divorciada. Entretanto, os seus súditos considerariam o casamento moralmente inaceitável, principalmente porque uma nova união após o divórcio era rejeitada pela Igreja da Inglaterra. Eduardo foi sucedido por seu irmão, o príncipe Alberto, Duque de Iorque, que viria a reinar como Jorge VI. Jorge VI guiou a nação e o império durante a Segunda Guerra Mundial, tornando-se um símbolo da resistência nacional. Além da Segunda Guerra, ocorreu no reinado de Jorge a independência da Índia, fazendo dele o último Imperador da Índia. Seu reinado acabou em fevereiro de 1952. Sua filha e herdeira, a princesa Isabel, Duquesa de Edimburgo, tornou rainha reinante de uma nação pós-guerra e de um império acabando aos poucos. Em  mais de sessenta e cinco anos de reinado, a rainha era tida como o símbolo monárquico, resistindo a alguns fatores que corroeram a imagem da monarquia britânica, sendo a reação de Isabel e sua família em relação ao acidente fatal de Diana, Princesa de Gales (ex-primeira esposa do seu herdeiro o então príncipe Carlos de Gales) um ponto em que as críticas à família real britânica cresceram. Apesar de problemas, tanto a casa, a família como a dinastia se recuperaram, atingindo altos níveis de apoio público, em especial após os casamentos dos filho da famosa Lady Diana Spencer, Princesa de Gales; o príncipe Guilherme, Duque de Cambridge em 2011 e o príncipe Henrique, Duque de Sussex em 2018.
| Monarca | Monarca      | Nascimento                                   | Reinado                                                            | Coroação            | Consorte                                                | Morte                                                         | Direito              |
| ------- | ------------ | -------------------------------------------- | ------------------------------------------------------------------ | ------------------- | ------------------------------------------------------- | ------------------------------------------------------------- | -------------------- |
|         | Jorge V      | 3 de junho de 1865 Marlborough House         | 6 de maio de 1910 – 20 de janeiro de 1936 (25 anos, 259 dias)      | 22 de junho de 1911 | Maria de Teck                                           | 20 de janeiro de 1936 Sandringham House (70 anos, 231 dias)   | Filho de Eduardo VII |
|         | Eduardo VIII | 23 de junho de 1894 White Lodge              | 20 de janeiro de 1936 – 11 de dezembro de 1936 (326 dias)          | Não coroado         | Wallis Simpson (Após a abdicação)                       | 28 de maio de 1972 Neuilly-sur-Seine (77 anos, 340 dias)      | Filho de Jorge V     |
|         | Jorge VI     | 14 de dezembro de 1895 York Cottage          | 11 de dezembro de 1936 – 6 de fevereiro de 1952 (15 anos, 57 dias) | 12 de maio de 1937  | Isabel Bowes-Lyon                                       | 6 de fevereiro de 1952 Sandringham House (56 anos, 54 dias)   | Filho de Jorge V     |
|         | Isabel II    | 21 de abril de 1926 Mayfair                  | 6 de fevereiro de 1952 – 8 de setembro de 2022 (70 anos, 214 dias) | 2 de junho de 1953  | Filipe da Grécia e Dinamarca                            | 8 de setembro de 2022 Castelo de Balmoral (96 anos, 140 dias) | Filha de Jorge VI    |
|         | Carlos III   | 14 de novembro de 1948 Palácio de Buckingham | 8 de setembro de 2022 – presente (2 anos, 11 meses e 5 dias)       | 6 de maio de 2023   | Diana Spencer (1981–1996) Camilla Shand (2005-presente) | Vivo                                                          | Filho de Isabel II   |

## Membros
- Jorge V (1865-1936) e  Maria de Teck (1867-1953)
  -  Eduardo VIII (1894-1972)
  -  Jorge VI (1895-1952)
    -  Isabel II (1926-2022)
      -  Carlos III (1948-)

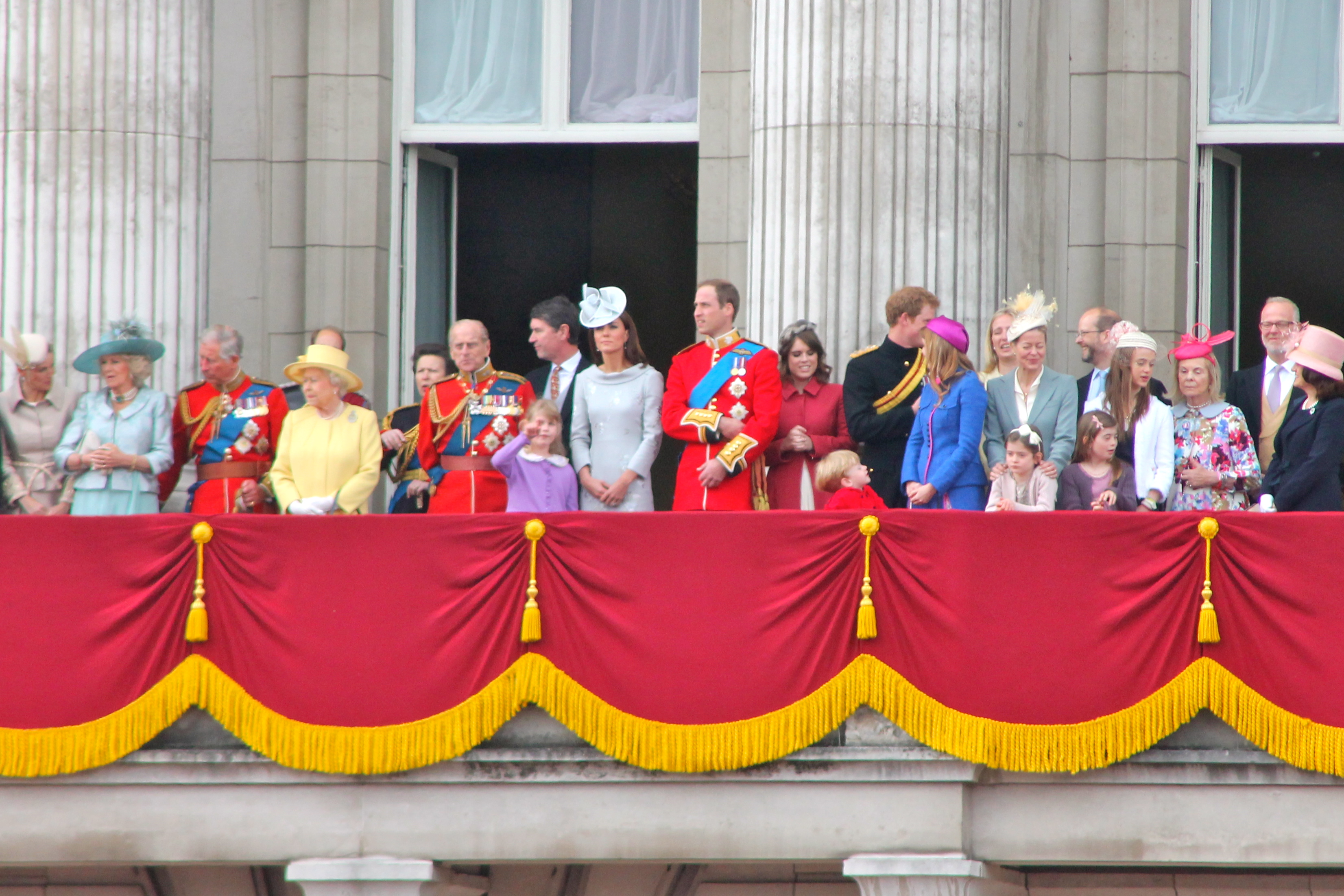
Membros da Casa de Windsor na cerimônia Trooping the Colour de 2012. Da esquerda para a direita: Sofia, Condessa de Wessex; Camila, Duquesa da Cornualha; Carlos, Príncipe de Gales; Isabel II; Eduardo, Conde de Wessex; Ana, Princesa Real; Filipe, Duque de Edimburgo; Timothy Laurence; Luísa Windsor; Catarina, Duquesa de Cambridge; Guilherme, Duque de Cambridge; Beatriz de Iorque; Columbus Taylor; Henrique de Gales; Eugénia de Iorque; Senhora Nicholas Windsor; Helen Taylor; Nicholas Windsor; Eloise Taylor; Estella Taylor; Amélia Windsor; Catarina, Duquesa de Kent; Jorge Windsor, Conde de St. Andrews; e Silvana Windsor, Condessa de St. Andrews.

        - Guilherme, Príncipe de Gales (1982-)
        - Henrique, Duque de Sussex (1984-)

      - Ana, Princesa Real (1950-)
      - André, Duque de Iorque (1960-)
      - Eduardo, Duque de Edimburgo (1964-)

    - Margarida, Condessa de Snowdon (1930-2002)

  - Maria, Princesa Real e Condessa de Harewood (1897-1965)
  - Henrique, Duque de Gloucester (1900-1974)
    - Guilherme de Gloucester (1941-1972)
    - Ricardo, Duque de Gloucester (1944-)
      - Alexandre Windsor, Conde de Ulster (1974-)
        - Xan Windsor, Lorde Culloden (2007-)
        - Cosima Windsor (2010-)

      - Davina Windsor (1977-)
      - Rosa Windsor (1980-)

  - Jorge, Duque de Kent (1902-1942)
    - Eduardo, Duque de Kent (1935-)
      - Jorge Windsor, Conde de St. Andrews (1962-)
      - Helen Taylor (1964-)
      - Nicholas Windsor (1970-)

    - Alexandra, a Honorável Lady Ogilvy (1936-)
    - Miguel de Kent (1942-)

  - João do Reino Unido (1905-1919)

## Simbologia

### Títulos e heráldica
| Rei do Reino Unido (1917-) | Rei do Reino Unido (1917-) | Lorde de Man (1917-)       |
|                            |                            |                            |
| Príncipe de Gales (1917-)  | Duque de Rothesay (1917-)  | Duque da Cornualha (1917-) |
|                            |                            |                            |
| Duque de Cambridge (1917-) | Duque de Iorque (1920-)    | Conde de Wessex (1999-)    |